# Paso Internacional Los Libertadores
O Passo Os Libertadores (em espanhol Paso Los Libertadores), também conhecido por Paso internacional Cristo Redentor (Túnel del Cristo Redentor), é um dos mais importantes passos da Fronteira Argentina-Chile, localizado nas coordenadas 32° 49′ 22″ S, 70° 04′ 59″ O.
Inaugurado em 1980, o túnel principal de 3,08 km de extensão e uma altitude de 3.175 m, serve como uma importante via terrestre entre o Chile e a Argentina, embora possa ser fechado durante o inverno em função da neve ou por perigo de desmoronamentos.
No lado argentino o acesso é suáve, já que a rodovia tem uma leve inclinação até entrar no túnel que se situa a 3.175 metros de altitude . No lado chileno, a declividade é muito mais significatíva, com uma grande quantidade de curvas para facilitar a transposição da cordilheira.

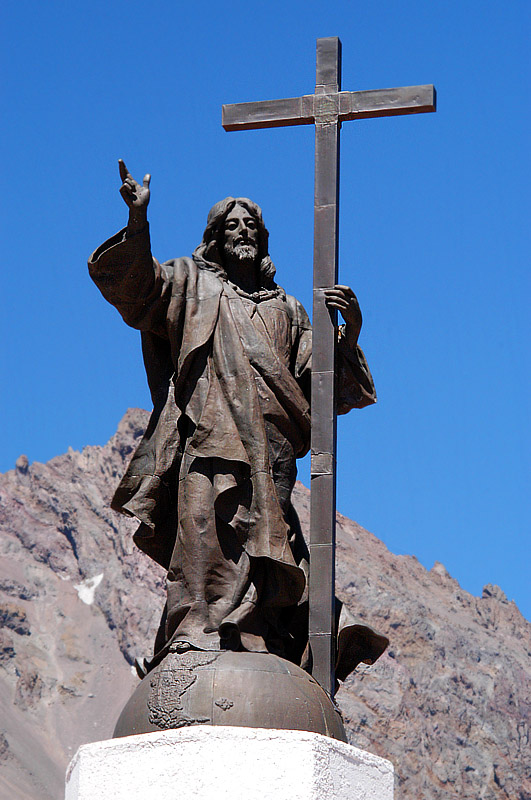
Cristo Redentor de los Andes.

Seu nome provém da estátua de 4 t do Cristo Redentor de los Andes que se localiza na entrada do lado argentino a quase 4.000 m de altitude .

## Localização
O Paso Los Libertadores localiza-se entre: o departamento de Las Heras, na Província de Mendoza,  Argentina; a comuna de Los Andes, na Província de Los Andes, Região de Valparaíso, Chile. 
A rodovia nacional argentina RN 7 liga o passo a Mendoza e Buenos Aires. No outro sentido, a Ruta CH-60 conduz a Los Andes e Llaillay junto a Ruta CH-5, dando acesso a Santiago.